# لایه اسکریپت‌نویسی برای اندروید
لایه اسکریپت‌نویسی برای اندروید (به انگلیسی: scripting layer for android) که به شکل مختصر به آن SL4A می‌گویند. کتابخانه نرم‌افزاری است که ساختن و اجرا کردن اسکریپت‌های زبانهای برنامه‌نویسی مختلف را مستقیماً بر روی سکوی اندروید ممکن می‌سازد.
این کتابخانه نرم‌افزاری که در سال ۲۰۰۴ ایجاد شده همچنان در سطح آلفا و ابتدایی باقی مانده است
اسکریپت‌ها همچون برنامه‌های معمولی جاوا برای اندروید به خیلی از API هادسترسی دارند، اما با یک رابط ساده شده. اسکریپت‌ها می‌توانند به صورت تعاملی در ترمینال، یا با استفاده از معماری سرویس‌های اندروید در پس زمینه اجرا شوند.
زبان‌های اسکریپت‌نویسی که تا کنون توسط SL4A پشتیبانی می‌شوند عبارتند از:
- پایتون (زبان برنامه‌نویسی)
- پرل
- روبی (زبان برنامه‌نویسی)
- لوآ (زبان برنامه‌نویسی)
- beanshell
- جاوااسکریپت
- تی‌سی‌ال
- rexx

SL4A اول بار توسط گوگل در سال ۲۰۰۹ معرفی شد و ASE (به انگلیسی: Android Scripting Environment) نامیده می‌شد. پروژه در ابتدا توسط Damon Kohler توسعه داده شده بود و بعدها با همکاری بسیاری از توسعه دهندگان رشد کرد.